# 西山桥
西山桥位于浙江省杭州市建德市乾潭镇梓洲村，为南宋时期桥梁，距今已有七百多年的历史。桥为条石折边单拱桥。全长18米，宽3.7米，高5.5米，拱跨度11米。桥面用石板铺接而成。桥面沿上仍留有石刻，尚能辨别的有“咸淳岁在乙丑”等六字，其余已模糊不清。桥的造型优美独特，结构严谨，至今仍为当地居民所使用，对研究古代桥梁的类型及其演变具有重要意义。

2001年列为市级文物保护单位，2005年5月被省政府公布为省级文物保护单位，2013年5月列入第七批全国重点文物保护单位。